# Аннамамедов, Хаджигара
Хаджигара Аннамамедов (туркм. Hajygara Annamammedow, 1931—1989) — советский и туркменский артист, народный артист Туркменской ССР. Артист Драматического театра имени Молланепеса и Театра юного зрителя (г. Ашхабад).

## Биография
Родился в Тедженском этрапе Ахалского велаята. В 1947 году окончил биолого-географический факультет Ашхабадского педагогического института и работал учителем в Теджене и Бабадайхане.
Приехал в Москву в 1951 году и подал документы на факультет критики Московского института театрального искусства имени А. В. Луначарского (ныне — Российский институт театрального искусства — ГИТИС). Профессор Н. В. Петров после разговора с ним пригласил учиться на отделение подготовки артистов. Он был принят на третий курс.
Окончив институт в 1954 году с отличием, вернулся в Ашхабад и работал в Драматическом театре им. Молланепеса (ныне — Студенческий театр имени Молланепеса) и Театре юного зрителя.

## Спектакли
«Белый лотос», «Овод», «Тридцатые годы», «На берегах Мургаба», «Ревизор», «В Каракумах», «Любовь», «Судьба», «Решающий шаг», «Тайфун», «Подруги», «Это не должно повториться», «Одна ночь в джунглях», «Плодородная земля».

## Кино
Диктор в фильме «Приключения Доврана». Сыграл учителя в фильме «Айна».

## Собственные цитаты
…Артист никогда не сможет убедить публику, если он сам не верит в то, что он делает. Ум, нравственность, семейное поведение артиста, хочет он того или нет, выходит на сцену. Наблюдайте за артистами не только на сцене, но и в жизни. Это очень поможет расширить и уточнить ваше представление о нем. 

## Критика
```
Хаджи Аннамамедов ... создал типический образ туркменского интеллигентного молодого человека, воплотившего в себе лучшие качества советского гражданина: духовное богатство, физическое совершенство и моральную чистоту. (Керими, Куванч Шемсетдинович. Туркменский академический театр драмы им. Молланепеса [Текст] / Под ред. И. Л. Репина ; АН ТССР. Ин-т истории им. Ш. Батырова. - Ашхабад : Ылым, 1969. - 424 с.)
```

## Семья
- Жена — Гулялек Аннамамедова
- Сын — Сяхетдурды Аннамамедов
- Сын — Максатмырат Аннамамедов
- Дочь — Аксолтан Аннамамедова
- Дочь — Алтын Аннамамедова